# Шакяйський район
Шакяйський район (Шакяйське районне самоврядування; лит. Šakių rajono savivaldybė) — адміністративна одиниця  Маріямпольського повіту  Литви.

## Населені пункти
- 3 міста — Гелгаудішкіс, Кудіркос-Науместіс і Шакяй;
- 8 містечок — Барздай, Грішкабудіс, Крюкай, Лекечяй, Лукшяй, Сінтаутай, Жемойі-Панемуне і Жвіргждайчяй;
- 533 села.

Чисельність населення (2001):
- Шакяй — 6 795
- Гелгаудішкіс — 2 029
- Кудіркос-Науместіс — 1 997
- Лукшяй — 1 651
- Лекечяй — 1 040
- Грішкабудіс — 1 024
- Гедручяй — 825
- Гіренай — 711
- Вершяй — 589
- Сінтаутай — 586

## Адміністративний поділ
Шакяйський район підрозділяється на 14 староств:
- Барздайське (Barzdų seniūnija)

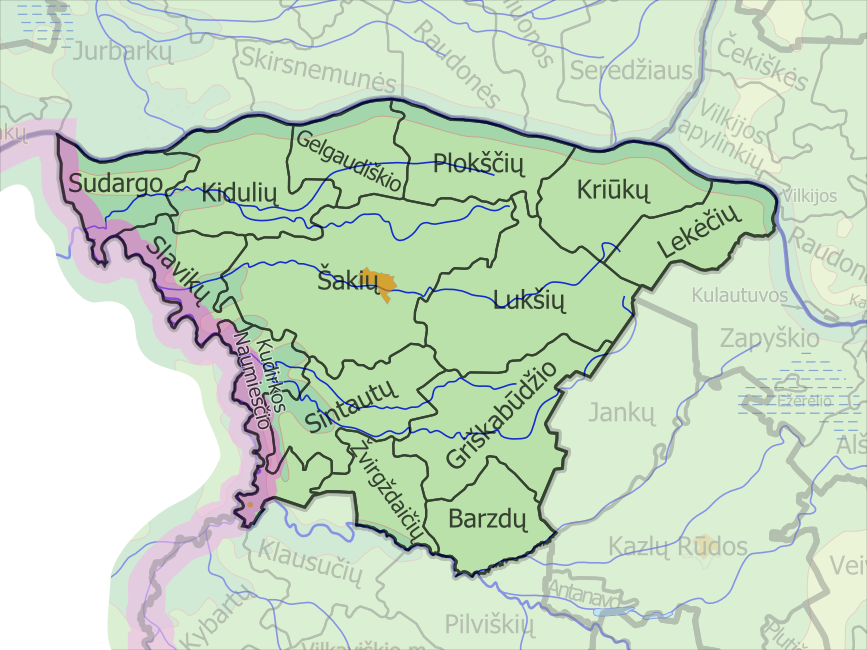
Староства Шакяйському району

- Гелгаудішське (Gelgaudiškio seniūnija)
- Грішкабудіське (Griškabūdžio seniūnija)
- Кідуляйське (Kidulių seniūnija)
- Крюкяйське (Kriūkų seniūnija)
- Кудіркос-Науместіське (Kudirkos Naumieščio seniūnija)
- Лекечяйське (Lekėčių seniūnija)
- Лукшяйське (Lukšių seniūnija)
- Плокщяйське (Plokščių seniūnija)
- Сінтаутяйське (Sintautų seniūnija)
- Славікяйське (Slavikų seniūnija)
- Сударгаське (Sudargo seniūnija)
- Шакяйське (Šakių seniūnija)
- Жвігждайчяйське (Žvirgždaičių seniūnija)

## Відомі люди

### В районі народилися
- Лінгіс, Юозас Йоновіч (1919—1984) — артист балету, балетмейстер, народний артист СРСР (1970)